# Єкатериновка (Кулундинський район)
Єкатери́новка (рос. Екатериновка) — село у складі Кулундинського району Алтайського краю, Росія. Входить до складу Ананьєвської сільської ради.

## Населення
Населення — 199 осіб (2010; 11 у 2002).
Національний склад (станом на 2002 рік):
- росіяни — 74 %